# 凯扎的西蒙
凯扎的西蒙（匈牙利語：Kézai Simon）是13世纪一位匈牙利编年史作家。他曾是匈牙利国王拉斯洛四世的宫廷牧师。
1270-1271年间，西蒙是伊什特萬五世派出的外交使团中的一员。當時參與第八次十字军东征的安茹的查理歸來，伊什特萬五世派出外交使团祝賀，外交使团在12月到1月间经那不勒斯抵達墨西拿，接着在2月返回罗马。
凯扎的西蒙最重要的著作是《匈人和匈牙利人的事迹》。